# Edward Christian (Fußballspieler)
Edward Christian (* 14. September 1858 in Malvern, Worcestershire; † 3. April 1934 in Marylebone, County of London) war ein englischer Fußballspieler.

## Leben
Edward Christian kam als Sohn von Sarah Mary geb. Bainbridge und George Christian am 4. September 1858 in Malvern zur Welt. Sein Vater kam als Angestellter von Bates & Baring, einem Vorläufer der Barings Bank, auf Ceylon bis 1866 zu Reichtum.
Christian besuchte die Schule in Twyford bei Winchester im Süden Englands, anschließend das Eton College und die Cambridge University. Er war später kaufmännischer Angestellter in Watford. Im Jahre 1893 heiratete er in Philadelphia in den USA die gebürtige Amerikanerin Helen Ringgold Thomas. Das Ehepaar lebte, wohlhabend mit Hausangestellten, im Jahr 1901 in Kensington und ab 1911 in Winchester. Edward verbrachte – wie schon sein Vater – zwischen 1881 und 1904 Zeit auf Ceylon als Direktor der Bengal and North Western Railway und war auch im Teegeschäft tätig.
Edward Christian starb am 3. April 1934 in Marylebone. Er hinterließ seiner Witwe ein Vermögen von über 220.000 Pfund Sterling.

## Fußballkarriere
Christian spielte während seines Studiums für den Old Etonians AFC, mit dem er den FA Cup 1878/79 gewann, und für den Cambridge University AFC.
Am 5. April 1879 spielte der Abwehrspieler für die englische Fußballnationalmannschaft in einem Freundschaftsspiel gegen Schottland; das Spiel im The Oval in London endete 5:4.
Im Jahr 1881 beendete er seine Spielerkarriere.